# Igor Romero
Pour les articles homonymes, voir Romero.
Igor Romero Etxebarria, né le 11 juillet 1986 à Mutriku, est un coureur cycliste espagnol.

## Biographie
En 2010, il s'impose sur le championnat régional du Pays basque. 

## Palmarès
- 2006
  - San Bartolomé Saria
- 2009
  - 2e du Premio Nuestra Señora de Oro
  - 3e de la Leintz Bailarari Itzulia
- 2010
  - Champion du Pays basque sur route
  - Champion du Guipuscoa du contre-la-montre (Mémorial Gervais)
  - Trophée Guerrita
  - Subida a Altzo
  - 2e du Xanisteban Saria
  - 3e du Gran Premio San Antonio

## Classements mondiaux
| Année           | 2008   | 2009 | 2010 | 2011   |
| --------------- | ------ | ---- | ---- | ------ |
| UCI Europe Tour | 1 285e |      |      | 1 268e |